# Gerhard Graf (Politiker)
Gerhard Franz Friedrich Graf (* 7. April 1921 in Achern; † 26. Juli 1983 in Erlangen) war ein deutscher Kommunalpolitiker (CDU).

## Leben

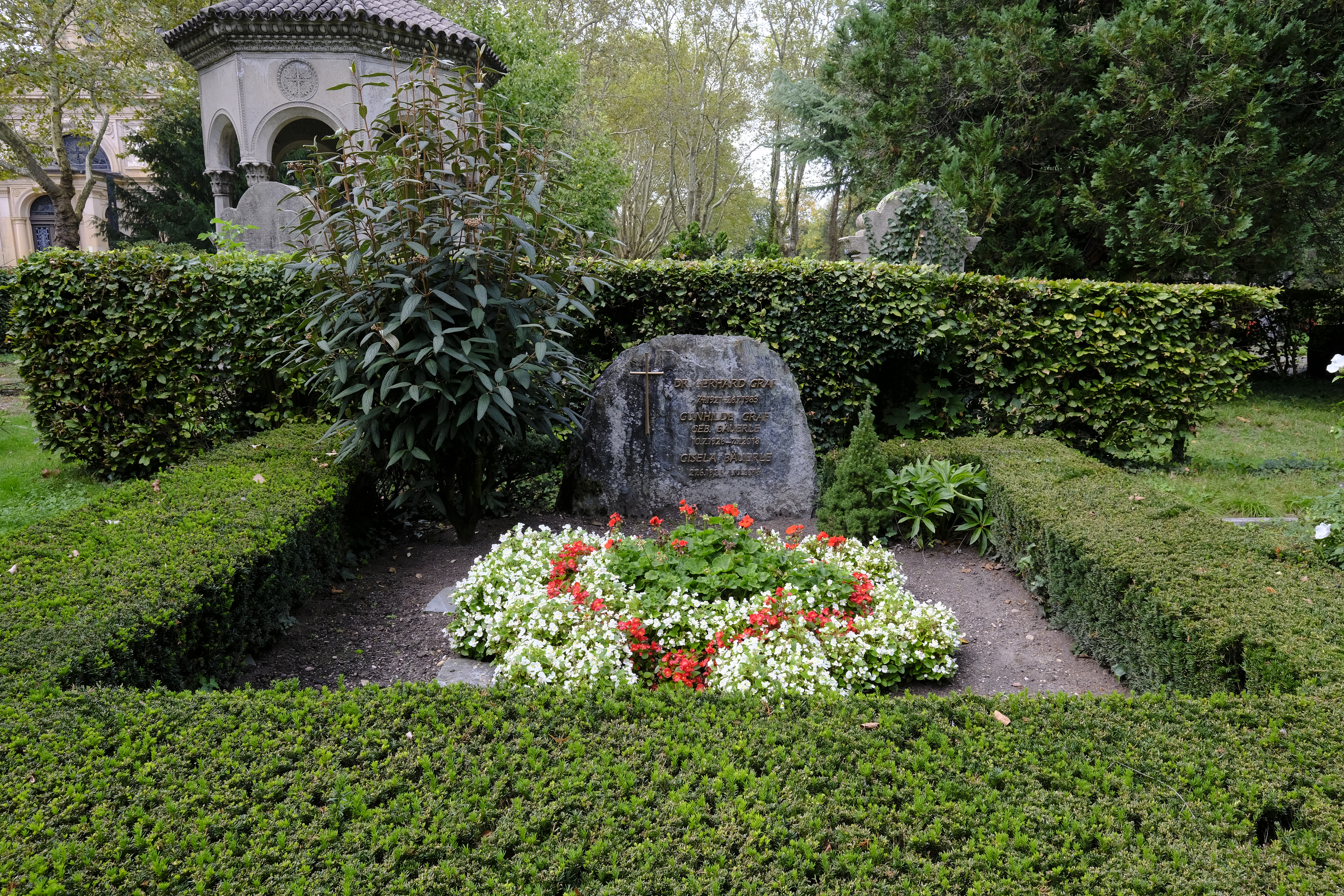
Ruhestätte von Gerhard Graf auf dem Hauptfriedhof Freiburg

Graf legte 1939 das Abitur ab. Bis 1945 folgten Reichsarbeitsdienst, Kriegsdienst und Kriegsgefangenschaft. Von 1945 bis 1948 studierte er Rechtswissenschaft an der Albert-Ludwigs-Universität Freiburg. 1949 legte er das erste, 1951 das zweite juristische Staatsexamen ab. Von 1952 bis 1956 war er als Rechtsrat im Rechtsamt der Stadt Freiburg im Breisgau tätig. 1954 wurde er bei Theodor Maunz zum Doktor der Rechte promoviert.
Von 1956 bis 1964 war Graf Zweiter Beigeordneter der Stadt Freiburg. 1962 bewarb er sich um das Amt des Oberbürgermeisters von Freiburg, unterlag jedoch Eugen Keidel (SPD). Von 1964 bis zu seinem Tod 1983 war Graf als Nachfolger von Fritz Schieler Erster Bürgermeister und Stellvertreter des Oberbürgermeisters von Freiburg. Ihm folgte Sven von Ungern-Sternberg nach. Von 1973 bis 1983 war Graf zudem Verbandsvorsitzender der Regionalverbands Südlicher Oberrhein.
Graf war römisch-katholisch, ab 1954 verheiratet und hatte drei Kinder.

## Ehrungen und Auszeichnungen
- 1972: Verdienstorden der Italienischen Republik
- 1977: Ehrensenator der Universität Freiburg
- 1981: Bundesverdienstkreuz Erster Klasse
- 1993: Benennung der Gerhard-Graf-Sporthalle in Freiburg[3]

## Werke
- Die Liquidation der deutschen Vermögenswerte in der Schweiz. Stuttgart 1949.
- Die bedingte Steuerschuld. Freiburg 1953.